# Via della Scala
Via della Scala si trova a Firenze e va da piazza Santa Maria Novella al viale Fratelli Rosselli. La strada, dal tracciato lungo e rettilineo, è caratterizzata, soprattutto nel tratto più vicino alla piazza, da numerosi complessi che originariamente avevano un carattere religioso e assistenziale, alternati a edifici ristrutturati soprattutto all'epoca di Firenze capitale (1865-1871).

## Storia e descrizione
L'antica strada deve il suo nome all'ex-ospedale di Santa Maria della Scala, fondato nel 1313 da Cione di Lapo Pollini, un artigiano arrivato a diventare console dell'Arte della Lana, all'angolo con l'attuale via degli Orti Oricellari. La struttura venne infatti messa sotto la protezione dell'omonimo ospedale di Santa Maria della Scala di Siena, che aveva per stemma una scala a tre pioli sormontata da una croce. Tale blasone si può ancora vedere lungo via della Scala, murato sul muro dell'ex-ospedale, che oggi ospita l'Istituto Penale per Minori Gian Paolo Meucci. La chiesa dell'ospedale, l'ex-San Martino, ospitò l'affresco dell'Annunciazione di Sandro Botticelli, oggi conservato nella sala di Botticelli degli Uffizi.
La numerazione stradale inizia dall'estremità verso Piazza Santa Maria Novella. All'angolo con la piazza un grande tabernacolo custodisce la copia di un affresco trecentesco di Madonna tra santi di Francesco d'Antonio, staccato e collocato nei depositi della soprintendenza per ragioni conservative.
All'angolo con via del Porcellana esisteva un altro antico ospedale detto "dei Barelloni", del quale resta oggi solo la chiesa, ristrutturata come oratorio nel 1656, dedicato ai Santi Jacopo e Filippo e riconoscibile per il bassorilievo che decora la facciata.
Al numero 6 il palazzo Dal Borgo reca tracce di affreschi a graffito sulla facciata e un grande busto di Cosimo I sul portale.
Il lato destro della via è in larga parte occupato dal retro del convento di Santa Maria Novella, nel quale fu ricavata l'Officina profumo-farmaceutica di Santa Maria Novella, al numero 16, attiva ininterrottamente dal Seicento, e la vecchia sede della Caserma della Scuola allievi ufficiali dei Carabinieri, nell'ex monastero della Santissima Concezione, oggi in attesa di essere destinata ad ampliamento del museo di Santa Maria Novella.
Passata via Santa Caterina da Siena, in una casa sulla destra una lapide in latino e un busto segnano la casa del Beato Ippolito Galantini (numero 30).

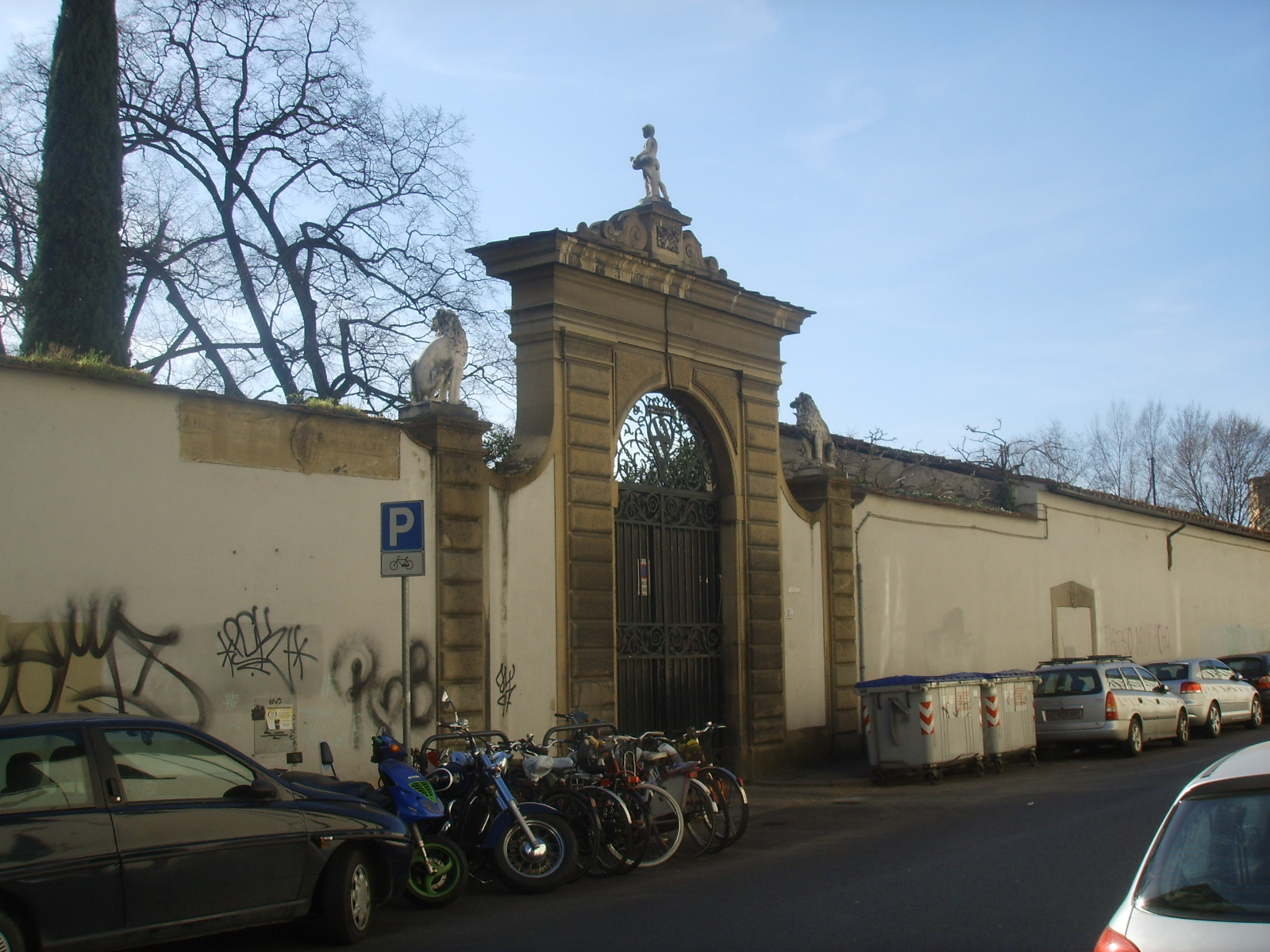
L'ingresso del giardino Corsini

Al numero 85 è situato il Palazzo Venturi-Ginori, già appartenuto ai Rucellai e annesso agli Orti Oricellari.
Al 62 invece si vede la facciata della sconsacrata chiesa di San Jacopo di Ripoli con la pregevole lunetta in terracotta invetriata raffigurante la Madonna con il Bambino e i santi Jacopo e Domenico di Giovanni della Robbia (1522). Dopo la soppressione tardo ottocentesca dell'annesso convento vi fu collocata la Caserma Morandi. 
Nella parte finale della via un alto muro sulla sinistra delimita il Giardino Corsini, con il bel portale con cancello. Il passaggio non fu creato per essere ammirato dall'esterno, ma dall'interno, come dimostrano le due statue di cani sui pilastri, girate verso il giardino e la villa. 

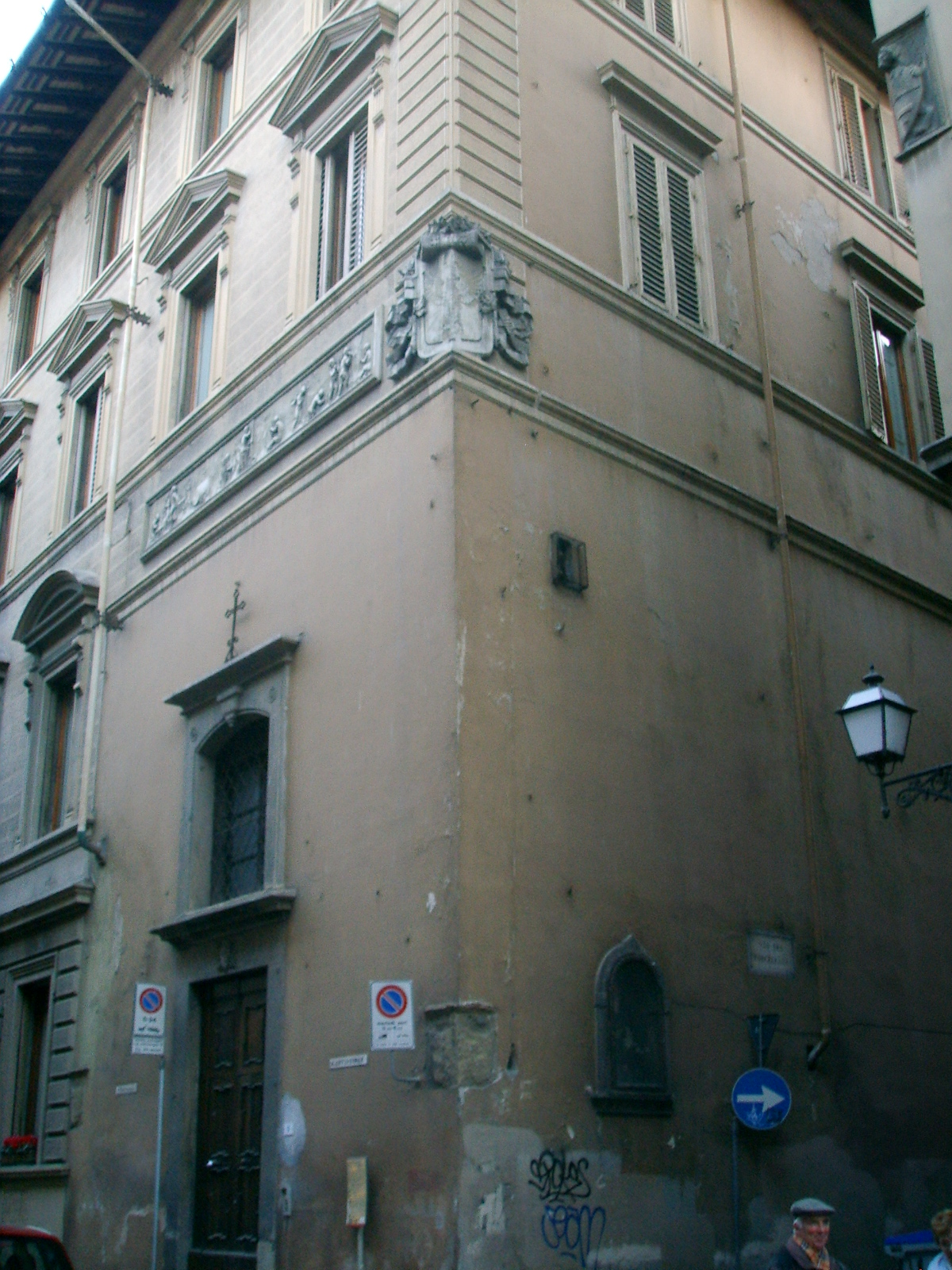
Oratorio dei Santi Jacopo e Filippo
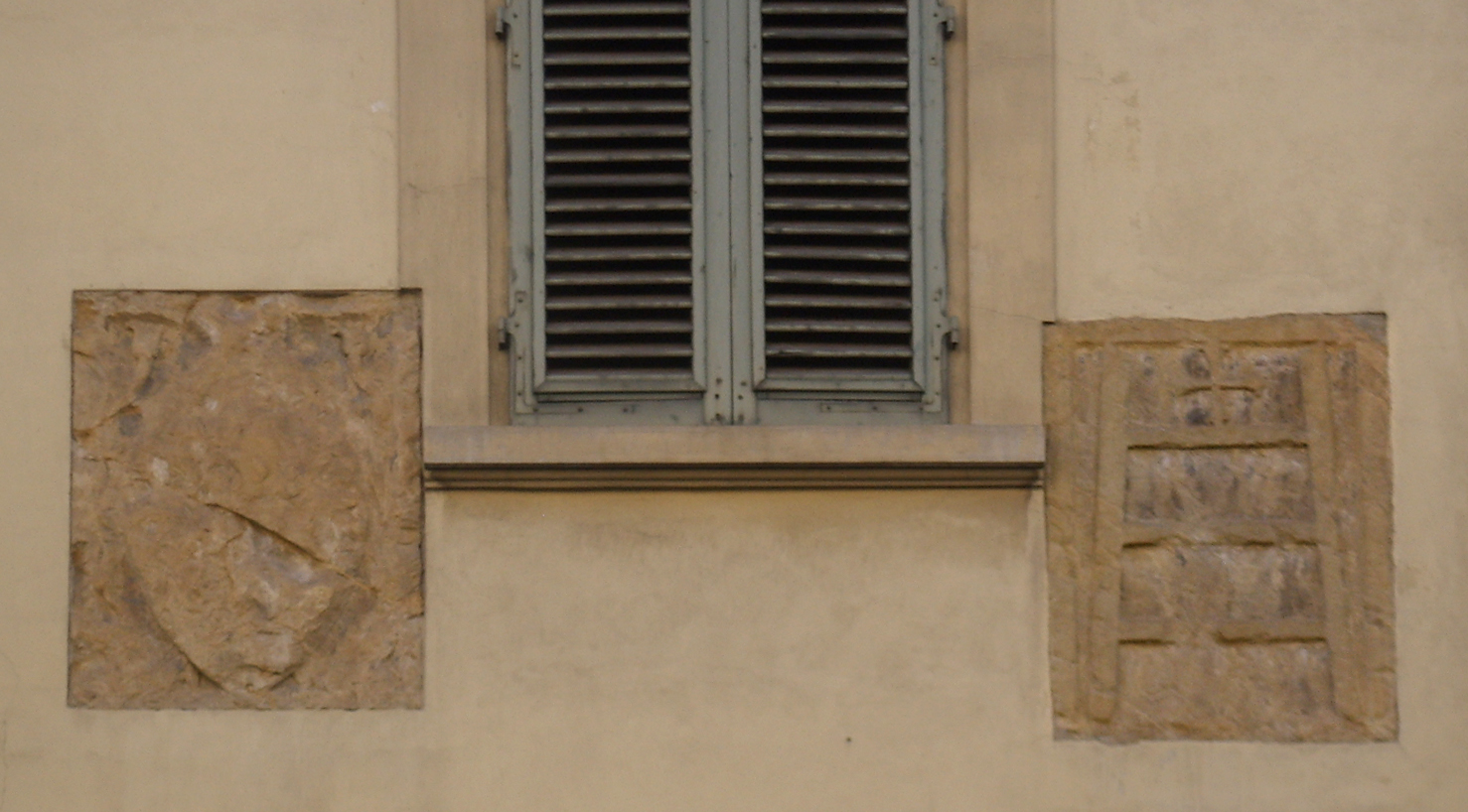
Stemmi di Santa Maria della Scala
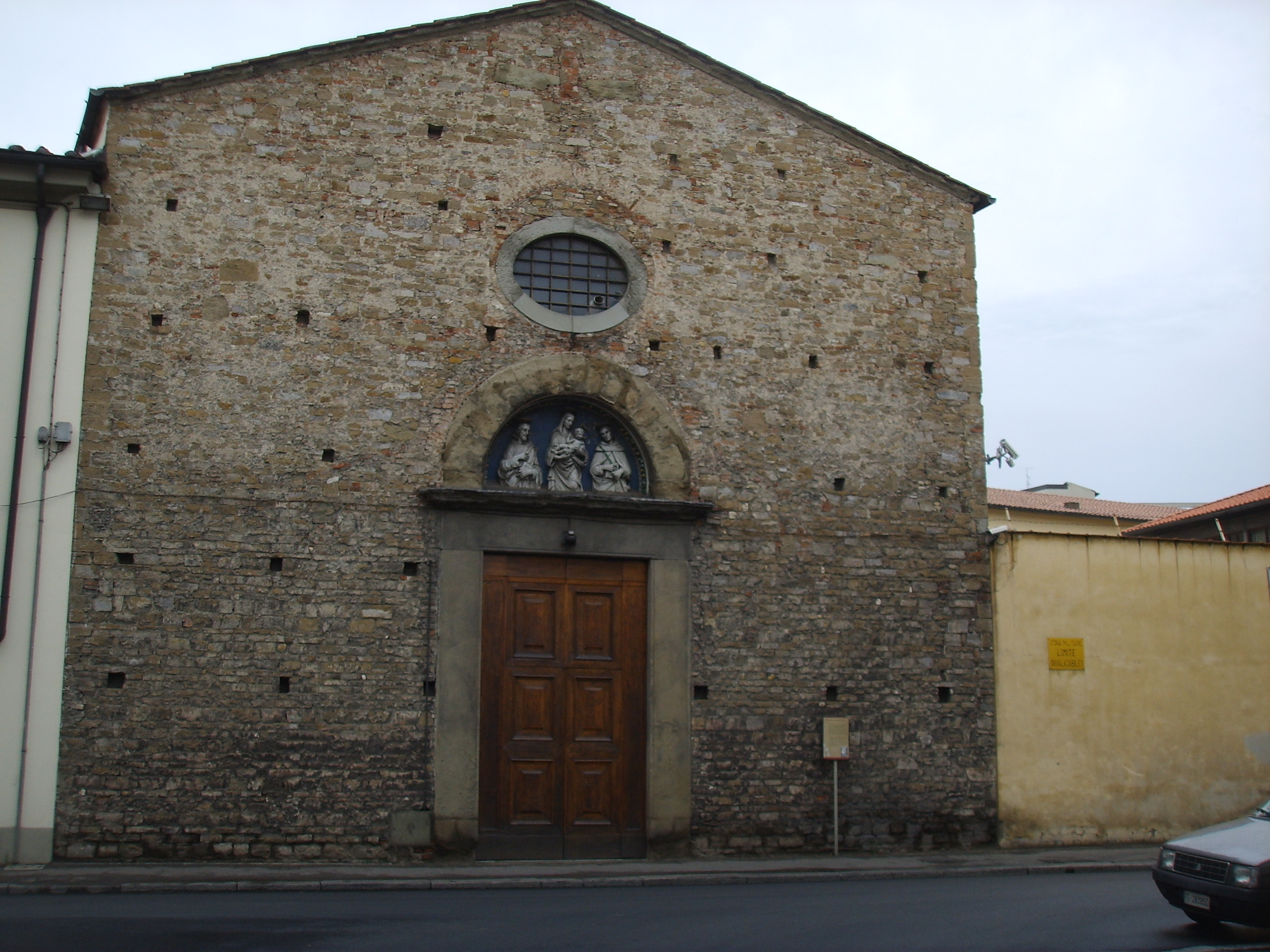
San Jacopo di Ripoli